# 没食子酸辛酯
没食子酸辛酯（英語：Ethyl gallate）是一种酚酸类化合物，是没食子酸与1-辛醇形成的酯，可由它们的酯化反应制得。它可作为食品添加剂和抗氧化剂，E编码E311。